# 소타이세이리론
상대성이론(相対性理論 소타이세이리론[*])은 2006년 9월에 결성된 일본의 록밴드이다. 도쿄도를 중심으로 활동하고 있다. 미라이records 소속.
“포스트 Youtube시대의 팝 마에스트로”,“전천후 팝 유닛”을 자칭한다. 실험적인 사운드가 특징이다.

## 개요
초기에는 라이브 이외에서는 자켓이나 프로모션 비디오에서도 모습을 보이지 않고, 개개인의 프로필도 미상으로, 그 음악에 대한 주목도에 비하면 미디어에서의 노출이 매우 적은 밴드였다.
[STUDIO VOICE] 2009년 7월호에서 처음으로 상대성이론이 특집으로서 크게 다루어졌다. 그 중에 보컬인 야쿠시마루 에츠코의 사진이 게재되고 야쿠시마루가 녹음한 낭독CD가 부록으로 포함되었으며 그 이외에는 멤버 각자가의 활동이 활발하게 된 것도 있어 미디어에서의 노출도 평범하게 되었다.

## 구성원
| 이름              | 소개 |
| ----------------- | --- |
| 야쿠시마루 에츠코 | - 본명 : - 생년월일 : - 출생지 : - 포지션 : 보컬담당. 일러스트레이션,낭독,내레이션, CM음악등 폭넒은 활동을 하고있다. 작사·작곡을 할때의 다른 명의는 "티카·α" |
| 나가이 세이치     | - 본명 : - 생년월일 : - 출생지 : - 포지션 : 기타담당. Salyu,Emi Meyer 지원을 맡았다.                                                                         |
| itoken            | - 본명 : - 생년월일 : - 출생지 : - 포지션 : 드럼담당. dvd, 토쿠마루 슈고,쿠리코더 팝스 오케스트라 의 드러머.                                                 |
| 야마구치 모토키   | - 본명 : - 생년월일 : - 출생지 : - 포지션 : 드럼담당. Shing02,유아사만,Emi Meyer의 드러머.                                                                   |
| 요시다 마사시     | - 본명 : - 생년월일 : - 출생지 : - 포지션 : 베이스담당. Open Reel Ensemble 의 멤버. 원래 OKAMOTO 'S의 초대 베이시스트(オカモトマサル)                        |
| ZAK               | - 본명 : - 생년월일 : - 출생지 : - 포지션 : 사운드 엔지니어담당. 피쉬만즈의 엔지니어를 담당하고 있다.                                                        |

## 지금까지 참여한 뮤지션
- 마나베 슈이치(真部脩一)
- 니시우라 켄스케(西浦謙助)
- 오토모 요시히데(大友良英)
- 시부야 케이치로(渋谷慶一郎)
- 스즈키 케이치(鈴木慶一)
- 오오타니 요시오(大谷能生)
- 곤도켄지(近藤研二)
- 센주 무네오미(千住宗臣)
- 에토 나오코(江藤直子)
- 카츠이 유지(勝井祐二)
- 오야마다 게이고(小山田圭吾)
- 나스노 미츠루

## 내력
2006년
- 9월, 야쿠시마루 에츠코, 나가이 세이치, 니시우라 켄스케, 마나베 슈이치, 네명이 모여 상대성이론을 결성하였다.
야쿠시마루에츠코에 의해 「相対性理論(상대성이론)」이라 명명. 야쿠시마루 에츠코의 아버지가 과학자이기 때문.

2007년
- 6월 15일, 자체 레이블회사「미라이레코드」설립. 자체 제작 음원 시폰주의를 발매한다.라이브 공연장과 통신판매에서만 판매했음에도 불구하고 4000장이 팔린다.

2008년
- 5월, MySpace×스폐셜기획 "Myx"에서 특집된다.
- 5월 4일, NONA REEVES 와 시부야 쿼트에서 공연
- 5월 11일, 타워레코드 점포 위클리 J-POP 인디즈 차트 1위를 획득.
- 6월 13일, 이루리메,수염의 미망인과 공연.
- 6월 21일, 아부라다코,안호노카와 공연
- 9월 7일, "BAKUTO OSAKA"에 출연
- 9월 24일, 히카슈와 공연
- 10월 8일, 나스노 미츠루,하이노 케이지,이시바시 에이코, optrum과 공연
- 10월 19일, "nest festival'08"에 출연
- 11월 1일, group_inou 와 공연

2009년 
- 1월 7일, 2번째 앨범 "하이파이 신서"가 발매된다. 오리콘(앨범 위클리 차트)의 인디부문 7위를 기록한다.
판촉전단지에는 마키가미 코우이치,후루카와 히데오,모시노 유이치,도우구치 요리코,니시지마 다이스케가 찬사를 보내고 있다.
- 1월 11일, OUTONEDISC PRESENTS "FUCK AND THE TOWN"에 출연. WATTS TOWERS , 우리치판 군과 공연.
- 3월 16일, 영화 ' 데메킹 "이벤트에 출연. 오시리펜펜즈 , 붉은 의혹과 공연.
- 3월 18일, 문라이더즈와 공연
- 4월 8일, 토미나가 마사노리 감독의 영화 '셜리의 색정인생과 전락인생' 이벤트에 출연. 매화,COMBO PIANO,나나오 타비토,소토야마 아키라와 공연.
- 5월 12일, CD숍 점원이 선정하는 '제 1회 CD숍 대상 "(전일본 CD숍 점원조합 주최) 대상"에 시폰주의가 선정된다.
- 6월, "STUDIO VOICE" 7월호에서 상대성이론 특집이 게재된다. 오바야시 노부히코 , 스즈키 케이치,키쿠치 나루요시,사쿠라이 준,히라타 토시코,니시지마 다이스케들과 게재.
 특전으로 야쿠시마루 에츠코의 "낭독 CD"가 부록이 된다.
- 8월 9일, "WORLD HAPPINESS 2009"에 출연.
- 9월 4일 "오토모 요시히데 + 상대성 이론"개최.
- 9월 11일, 우카와 나오히로 의 UKAWANIMATION! PRESENTS EBIS RESIDENTS,□□□와 공연.
- 9월 19일, "TAICO CLUB KAWASAKI"에 출연. 마나베 슈이치(B)가 응급환자로 결장,시부야 케이치로가 키보드로 참가.
- 10월 20일, 리트뮤직에서 공식 스코어 "상대성이론/시폰주의+하이파이 신서"발매.

2010년
- 1월 6일, 상대성 이론 + 시부야 케이치로의 트리플 싱글 아워 뮤직발매.
- 1월 10일, Max Tundra 의 재팬 투어 경연.
- 4월 7일, 3번째 앨범 "싱크로니시틴"이 발매된다. 인디차트 오리콘(앨범 위클리 차트)에서는 3위,오리콘 데일리차트 에서는 2위를 기록.
- 4월, "사운드&레코딩 매거진" 5월호에서 상대성이론 특집이 게재된다. 부록 CD "싱크로니시틴/리컨스트럭터즈"가 부록으로 되어 있다. "싱크로니시틴/리컨스트럭터즈"는 스즈키 케이치(문라이더즈), 와타나베 타쿠마(COMBOPIANO, sighboat), 오오타니 요시오(mas, sim),시부야 케이치로가 참가하였다.
리컨스트럭터즈(リコンストラクチャーズ)는 reconstruct에서 비롯된 말로 추측된다.
- 8월 14일, "RISING SUN ROCK FESTIVAL 2010 in EZO"에 출연.

2011년
- 4월 27일, 4번째 앨범 "올바른 상대성이론"이 발매된다.

2013년
- 7월 24일, 5번째 앨범 "TOWN AGE"가 발매된다. 오리콘(앨범 차트)의 앨범부문 10위를 차지했다.

### "실천","해석","입식","위상"
"실천","해석","입식","위상"은 상대성이론에 의해 주최되는 자체기획 시리즈이다. 지금까지 주최된 상대성 이론의 라이브는 2012년 7월 현재 이하의 10회.
2008년
- "실천 I"
6월 13일, 출연:이루리메,수염의 미망인(키시노 유이치),상대성이론
- 실천 II"
10월 8일, 출연:나스노 미츠루,하이노 케이지,이시바시 에이코,optrum,상대성이론

2009년
- "실천 III"
3월 5일, 출연:쿠리코더 콰르테르,DJ마법사,상대성이론
- "해석 I"
6월 14일, 출연:시부야 케이치로(ATAK),상대성이론

2010년
- "해석 II"
5월 4일, 출연:스즈키 케이치,상대성이론
- "입식 I"
6월 20일, 출연:상대성이론
- "입식 II"
11월 22일, 출연:상대성이론

2011년
- "입식III"
5월 21일, 출연:상대성이론
- "분석 III"
6월 5일, 출연:아르뚜 린지,상대성이론

2012년
- "위상 I"
6월 9일, 출연:상대성이론

## 음반 목록

### 앨범
1. 시폰주의(シフォン主義 시폰 슈기[*], 2008년 5월 8일)
2. 하이파이 신서(ハイファイ新書 하이파이 신쇼[*], 2009년 1월 7일)
3. 싱크로니시틴(シンクロニシティーン 신쿠로니시틴[*] 2010년 4월 7일)
4. 올바른 상대성이론(正しい相対性理論 타다시이소타이세이리론[*] 2011년 4월 27일)
5. TOWN AGE(TOWN AGE 타운 에이지[*], 2013년 7월 24일)

### 트리플 싱글
- 아워 뮤직(2010년 1월 6일 발매)
상대성이론+시부야 케이치로

### 싱글
- 난폭과 대기(2010년 9월 29일 발매)
상대성이론+오오타니 요시오

### 분할 싱글
- Dum-Dum/QKMAC(2012년 7월 1일 "DUM-DUM PARTY2012"여름의 황금 비"기념상품)
- "상대성이론+The Vaselines

### 그외
- 공식 스코어 북"상대성이론/시폰주의+하이파이 신서"(2009년 10월 20일 리트뮤직)
- 공식 스코어 북"싱크로니시틴"(2010년 11월 30일 리트뮤직)

### 악곡 제공
- SMAP"GAIA에게 부탁해"
- 야마시타 토모히사"사랑,텍사스"